# ديما الكاستي
ديما هاني الكاستي (13 ديسمبر 2001) هي لاعبة كرة قدم لبنانية تلعب في مركز ظهير أيسر أو جناح أيسر لنادي الهلال السعودي والمنتخب اللبناني.

## إحصائيات
| # | تاريخ         | مكان                         | الخصم   | نتيجة | الحصيلة | مسابقة                    |
| - | ------------- | ---------------------------- | ------- | ----- | ------- | ------------------------- |
| 1 | 7 يناير 2019  | ملعب المحرق، المحرق، البحرين | البحرين | 2-3   | 2-3     | بطولة اتحاد غرب آسيا 2019 |
| 2 | 30 أغسطس 2021 | ستاد الشرطة، القاهرة، مصر    | السودان | 1–0   | 5-1     | كأس العرب 2021            |
| 3 | 30 أغسطس 2021 | ستاد الشرطة، القاهرة، مصر    | السودان | 3–0   | 5-1     | كأس العرب 2021            |

## روابط خارجية
- ديما الكاستي على موقع كووورة
- ديما الكاستي على موقع GSA (الإنجليزية)